# 沃尔特·胡德·菲奇
沃尔特·胡德·菲奇（Walter Hood Fitch，1817年2月28日—1892年）为苏格兰植物插画家。他共创作了约10000幅插画，其中为《柯蒂斯植物学杂志》创作了约2700幅插图。